# Historieta en España
La historieta, tebeo o cómic español es una de las tradiciones de historieta más importantes a nivel europeo, gozando de sus años dorados en los años cuarenta y cincuenta, además de un boom entre finales de los setenta y mediados de los ochenta. Por lo demás, ha sufrido la estrechez e incluso crisis de su mercado, como en la actualidad, donde su facturación no llega al 6 % de la producción editorial del país, y solo alrededor de un 10 % de ella cuentan con autoría y producción autóctona.
Históricamente, sus mayores centros de producción han sido Barcelona, Valencia y Madrid, por este orden, aunque muchos de sus dibujantes han tenido que trabajar para el extranjero. Carente de las ayudas públicas de que gozan otras artes icónicas como el cine, se puede decir, como el crítico Jesús Cuadrado, que «lo casual es condición sine qua non para que la Historieta, la Historieta española, se manifieste y sobreviva».
En su trayectoria se inscriben revistas tan emblemáticas como Cairo, Chicos, En Patufet, Jaimito, El Jueves, Madriz, Rambla, Pulgarcito, TBO, El Víbora o Trinca; series como El Capitán Trueno, Cuto, Makinavaja, Makoki, Mortadelo y Filemón, Pumby, Torpedo 1936 o Zipi y Zape, y autores como Josep Coll, Mauro Entrialgo, Carlos Giménez, Jordi Bernet, Josep Maria Beà, Miguel Ángel Martín, Max, Miguelanxo Prado, Daniel Torres o Manuel Vázquez, incluyendo a pioneros como Apeles Mestres.
Su evento más importante es el Salón Internacional del Cómic de Barcelona y cuenta con un Premio Nacional del Cómic, además de una red de alrededor de 150 librerías especializadas.

## Denominaciones

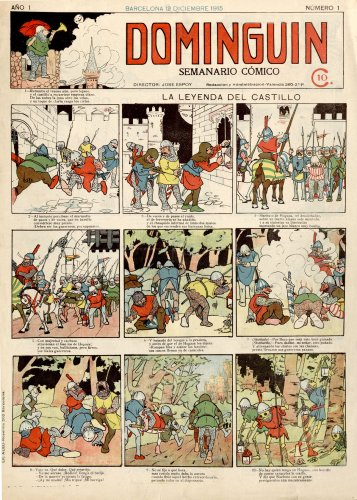
Tapa del primer número de Dominguín (1915).

En España, a la historieta se la ha llamado también tebeo. Dicho término, puramente local, tiene su origen en la revista TBO, y designa sobre todo a la publicación que contiene historietas, siendo consagrado su uso en la edición de 1968 del Diccionario de la lengua española de la Real Academia Española. Además de historietas, el tebeo de la postguerra española recogía «material diverso destinado genéricamente a la infancia» como concursos, juegos recortables, pasatiempos, secciones instructivas, etc.
A mediados de los años 70, una parte del medio empezó a defender el uso del término de origen anglosajón comic (escrito al principio sin tilde) para potenciar una historieta de grafismo más realista, pretensiones esteticistas o experimentales y temas considerados más adultos, con abundantes dosis de erotismo, en detrimento de la más habitual en la postguerra, que se dirigía preferentemente a un público infantil. Como explica el historietista Carlos Giménez: 

Por aquellos días, el término cómic, recién acuñado por los esnobs, empezaba a desbancar la palabra tebeo acuñada por el uso, la historia y los lectores. Mucha gente en nuestro mundillo editorial repetía la palabra cómic sin saber muy bien exactamente qué quería decir.

El nuevo término se extendió con rapidez, llegando a aparecer en la denominación de los eventos de historieta que surgían por el país. A pesar de ello, las últimas revistas del boom del cómic adulto en España (Cairo y Madriz) y otras más recientes, como Viñetas intentaron recuperar el término tebeo, o variaciones del mismo, como neotebeo, puesto que como afirma Joan Navarro en el editorial del primer número de esta última revista: «Nosotros no estamos dispuestos a renunciar a nuestras palabras siguiendo el papanatismo vergonzante que ha imperado en las décadas precedentes».
Fernando Savater argumenta la diferencia conceptual entre "tebeo" y "cómic":

... son dos ramas de un mismo medio de expresión, el Noveno Arte, como se le ha llamado. Sobre todo los aficionados venimos de dos orígenes diferentes aunque compartamos tantas otras cosas y nuestros caminos son paralelos: los amantes de los tebeos (¡que nadie nos solemnice los tebeos ni les cambie el nombre!) llegamos con el tiempo a apreciar los cómics y hasta las novelas gráficas, que ya es mucho decir. En cambio resulta muy raro, si es que alguna vez se da, que un comicófilo se pase a la tebeomanía, salvo como ejercicio de erudición. Por supuesto, como tantas otras cosas en los gustos, es cuestión de edad.
Los tebeos son un mundo completo, cerrado sobre sí mismo, sin pretensiones didácticas o regeneradoras de la realidad exterior; los cómics ya apuntan a la interpretación del presente o el pasado, sobre todo del futuro, pertenecen al orden útil y algo fastidioso de las lecciones de cosas. Para bastantes adultos y sobre todo viejos los tebeos representan la dicha perfecta de la infancia, lo que hoy proporcionan a los peques videojuegos y animes.

## Historia
La historia del cómic en España puede remontarse muy atrás en el tiempo, dependiendo de lo que se entienda por historieta. Por ello, y al igual que sucede en otros países europeos, existe una fuerte controversia sobre cuál fue el primer cómic autóctono, llegándose a citar las Cantigas de Santa María, realizadas probablemente entre 1260 y 1270 por el taller de Alfonso X «el Sabio» como tales. En cualquier caso, y en forma de una tradición ininterrumpida que llega hasta nuestros días, el cómic español parte de mediados del siglo XIX y gozó de sus años dorados en los años cuarenta y cincuenta del siglo XX, además de un boom entre finales de los 70 y mediados de los 80 del mismo.

## Orígenes y primeras manifestaciones (sigloXIXy principios del {{siglo|XX||s})
Los antecedentes de la historieta en España se remontan a las aleluyas o aucas del siglo XVIII, composiciones impresas con viñetas acompañadas de textos rimados. Sin embargo, se considera que la primera historieta española fue "Historia de las desgracias de un hombre afortunado", publicada en 1857 en la revista La Charanga, editada en Cuba, entonces colonia española. En la península, figuras como Luis Mariani Jiménez destacaron en la década de 1860 con publicaciones como El Cencerro y El Tío Clarín .
A principios del siglo XX, surgieron revistas ilustradas como En Patufet (1904) y Dominguín (1915), que incorporaron historietas dirigidas al público infantil y juvenil, marcando el inicio de una industria editorial dedicada al cómic.

## La era dorada del tebeo (1939–1975)
Tras la Guerra Civil, la dictadura franquista impuso una estricta censura que condicionó la producción cultural. No obstante, las décadas de 1940 y 1950 son consideradas la "edad de oro" del cómic español. Editoriales como Bruguera y Valenciana lideraron el mercado con personajes emblemáticos como El Guerrero del Antifaz (1944), Capitán Trueno (1956), Zipi y Zape y Mortadelo y Filemón (1958), este último creado por Francisco Ibáñez.
Durante este periodo, se consolidaron géneros como la aventura, el humor y la historieta romántica, esta última dirigida principalmente al público femenino.

## El bum del cómic adulto y la transición democrática (1975–1989)
La transición a la democracia propició una apertura cultural que se reflejó en la historieta. Surgieron revistas como El Víbora, Totem y Cairo, que promovieron un cómic más experimental y dirigido al público adulto. Autores como Carlos Giménez, con obras como Paracuellos, ofrecieron relatos autobiográficos y críticos sobre la posguerra y la dictadura.
Este periodo también vio el auge de la novela gráfica y la consolidación de eventos como el Salón Internacional del Cómic de Barcelona, iniciado en 1981.

## Crisis y transformación del sector (1990–2000)
La década de 1990 estuvo marcada por una crisis en la industria del cómic español, debido a factores como la competencia de otros medios de entretenimiento y la saturación del mercado. Muchas revistas cerraron, y editoriales como Bruguera desaparecieron o fueron absorbidas por otras compañías. Sin embargo, algunos autores y publicaciones lograron mantenerse, adaptándose a las nuevas circunstancias.

## Renovación y reconocimiento (2000–presente)
En el siglo XXI, el cómic español ha experimentado una renovación, con la aparición de nuevos autores y la consolidación de la novela gráfica como formato. Obras como El abismo del olvido de Paco Roca y Rodrigo Terrasa han abordado temas históricos y sociales, recibiendo reconocimiento tanto nacional como internacional.
Además, iniciativas como el Premio Nacional del Cómic, establecido en 2007, han contribuido a la valorización del medio. Autores como Teresa Valero, con su serie Contrapaso, y Pedro Cifuentes, con sus cómics educativos, representan la diversidad y vitalidad del cómic español contemporáneo.

## Industria
Desde la aparición del primer tebeo, Dominguín, en 1915, Barcelona ha sido la principal productora de los mismos. Esto se atribuye a causas económicas, así como a su mayor disponibilidad de artistas (los cuales trabajaban ya para otros semanarios) y a su carácter más «europeo» en comparación con otras ciudades. Bien es cierto que Madrid produce tebeos de calidad, como Chiquilín (1924), Pinocho (1925) o Macaco (1928), pero también más minoritarios.
Durante las dos primeras décadas del siglo pasado, sin embargo, la distribución se limitaba a la región de procedencia, siendo bajas las tiradas:
| Año  | Revista             | N.º ejemplares |
| ---- | ------------------- | -------------- |
| 1917 | TBO                 | 9000           |
| 1922 | La Alegría Infantil | 5000           |
| 1927 | Crispín             | 5000           |

Es en los años 30 cuando se populariza por fin el medio, logrando TBO una tirada de 220 000 ejemplares en 1935. Muchas de las empresas, sin embargo, nunca dejaron de ser familiares, como testimonian sus propios nombres: Bruguera, Calleja, Marco, Parent, Vives.
Durante la Guerra Civil, muchas editoriales desaparecieron, mientras que otras se subordinaron a los intereses partidistas en lugar de los comerciales. Hubo sin embargo una relativa abundancia de papel, merced a las importación desde Alemania, lo que permitió tiradas de más de cien mil ejemplares.
Entre 1940 y 1950, la precaria situación económica obligó a recurrir a cupos de papel, llegándose a usar el original como «el cliché directo que iba a la imprenta». Además, la mayoría de los tebeos no consiguieron autorización como publicación periódica, lo que les obligaba a renovar continuamente su permiso de edición y a no incluir la numeración, la fecha ni idéntico título en la portada. Solo a partir de 1946, los tebeos comerciales empezaron a mejorar su periodicidad, desarrollándose un auténtico mercado nacional, en el que vuelven a dominar los productos barceloneses, más comerciales. Durante los años cincuenta sus editoriales más importantes fueron Bruguera, Cliper, Hispano Americana de Ediciones y Toray.
A finales de los años 50, el aumento de la capacidad adquisitiva permitió que las editoriales pudiesen empezar a desdoblar sus publicaciones, lanzando varias revistas dirigidas a un mismo público con la garantía de que lograrían compradores.
Según el padre Jesús M. Vázquez, Secretario General de la Comisión de Información y Publicaciones Infantiles y Juveniles, a mediados de los años 60 se vendían anualmente más de 85 millones de ejemplares (78 de autoría nacional) de unos 100 títulos de revistas infantiles. Entre 1969 y 1970, la difusión media de una revista femenina como Lily, alcanzaba los 42.430 ejemplares por número.
Los años sesenta, acompañando a la tremenda subida de la natalidad en la época, llenaron las calles de niñas y niños con pocas diversiones: la propia calle para jugar con la pelota, a policías y ladrones, la cogida o el escondite; y la lectura en la casa, donde era muy raro que no se pudiesen encontrar ejemplares de las publicaciones de Bruguera, las más populares. La televisión del régimen solo tenía un canal y los niños eran expulsados muy pronto del salón, ya que muchas de las películas eran “para mayores”.
En cualquier estanco se encontraban DDT, DinDan, Pulgarcito, y posteriormente Mortadelo, TBO, Pumby, relatos ilustrados, sobre todo de Bruguera, una gran oferta. Los magníficos dibujantes de Bruguera de la época, Escobar, Vázquez, Cifré, Conti, Peñarroya, Segura, y después Ibáñez, llenaban las páginas de las revistas, además de la inclusión de series como El Capitán Trueno, de Víctor Mora, Jan Europa, o de la escuela franco-belga, Astérix, Michel Tanguy, Iznogud, Gastón Elgafe o Spirou.
En 1973, las principales revistas tenían las siguientes tiradas: 35 000 ejemplares, Jaimito; 40 000, Pumby; 150 000, TBO, y 240 000, Pulgarcito. Un año después, la tirada conjunta de los 76 tebeos editados al mes en el país era de, aproximadamente 7 030 000 ejemplares mensuales.
Muchos compañeros y compañeras recuerdan leer esos tebeos procedentes del cambio en el estanco, lo que generaba una actividad muy grande. No solo se cambiaban tebeos, sino libros de bolsillo de Marcial Lafuente Estefanía o de Corín Tellado, muy populares también.
A partir de la crisis del petróleo de 1973 y de los cambios sociales que la dictadura franquista no pudo prever ni parar, también los tebeos decayeron y desaparecieron junto con muchos de los estancos y de la propia Editorial Bruguera.
En 1976, se editaban ya 80 tebeos, de los cuales solo «veinticuatro publican material español específicamente producido para ellas, y aun así, en una proporción del 40% del total de la revista, dejando el resto o bien para material extranjero o bien para material español antiguo». Debido a ello, la mayoría de profesionales españoles, unos 250, trabajaban para el extranjero.
En 1981, el sector del cómic produjo ocho millones de ejemplares, exportando cuatrocientos millones de pesetas en derechos de autor.
A partir de la década de los 90, pueden consultarse los sucesivos informes del Comercio Interior del Libro en España, de los que se ha extraído la siguiente información:
|                                                           | 1990 | 1996 | 1997 | 1998      | 1999      | 2000      | 2001      | 2002       | 2003      | 2004       | 2005       | 2006      | 2007   |
| --------------------------------------------------------- | ---- | ---- | ---- | --------- | --------- | --------- | --------- | ---------- | --------- | ---------- | ---------- | --------- | ------ |
| Títulos editados                                          |      |      |      | 752       | 500       | 457       | 581       | 334        | 574       | 1070       | 1139       | 1220      | 1582   |
| % de títulos (respecto al sector editorial español)       |      |      |      | 1,4       | 0,9       | 0,8       | 1         | 0,5        | 0,9       | 1,6        | 1,6        | 1,8       | 2,2    |
| Ejemplares producidos                                     |      |      |      | 8 529 000 | 4 955 301 | 4 177 269 | 4 011 893 | 2 495 909  | 5 424 539 | 13 883 540 | 12 016 000 |           | 21,11  |
| % de ejemplares (respecto al total del sector editorial)  |      |      |      | 3,2       | 1,7       | 1,6       | 1,5       | 0,9        | 2         | 2,9        | 4,3        | 3,6       | 5,9    |
| Tirada media                                              |      |      |      | 11 340    | 9911      | 9139      | 6901      | 7484       | 9448      | 8347       | 12 187     | 9849      | 13 344 |
| Índice tirada media (Total=100)                           |      |      |      |           | 196,3     | 205,8     | 159,7     | 169,2      | 223,6     | 182,3      | 263,8      | 200,9     | 243,7  |
| N.º Títulos en catálogo                                   |      |      |      | 3596      | 3500      | 2741      | 1908      | 1998       | 2550      | 2771       | 3212       | 3233      | 4417   |
| % Títulos en catálogo (resp. total sect. editorial)       |      |      | 1,6  | 1,6       | 1,5       | 1,1       | 0,7       | 0,7        | 0,9       | 0,9        | 1,0        | 0,9       | 1,2    |
| Cifras de facturación (mill. €)                           |      |      | 80   | 104       | 138,18    | 124,15    | 111,47    | 94,06      | 88,278    | 96,653     | 98 785     | 83,03     | 77,05  |
| % de facturación (respecto al total del sector editorial) |      | 3,2  | 3,4  | 4,4       | 5,7       | 4,9       | 4,3       | 3,5        | 3,2       | 3,4        | 3,4        | 2,8       | 2,5    |
| Ejemplares vendidos                                       |      |      |      |           |           |           | 8 439 782 | 11 644 900 | 9 257 660 | 6 158 344  | 7 881 700  | 6 543 000 | 6,16   |
| Precio medio                                              | 9,58 |      |      |           |           | 11,40     | 13,20     | 8,08       | 9,54      | 15,69      | 12,53      | 12,69     | 12,51  |

Según apuntaba en 2009 Mart Yuls, vicepresidente de la Asociación de Autores de Cómic de España (AACE), las tiradas serían todavía menores: "Una media de 2000 el de tapa dura y de 5000 si viene de fuera o ya tiene un éxito detrás", volviéndose "ridículas si las comparas con Francia u otros países". La mayor cantidad de novedades se concentra en torno a las Navidades y el Salón Internacional de Barcelona.
Según el tamaño de las empresas, los títulos editados se reparten de la siguiente forma:
| Pyme                             | 1999 | 2000 | 2001 | 2002 | 2003 | 2004 | 2005 | 2006 | 2007 | 2008 | 2009 |
| -------------------------------- | ---- | ---- | ---- | ---- | ---- | ---- | ---- | ---- | ---- | ---- | ---- |
| Grande (Más de 18 000 mill. €)   |      | 367  | 201  | 148  | 211  | 129  | 362  | 402  | 581  |      |      |
| Mediana (De 2401 a 18 000 mil €) |      | 20   | 6    |      | 77   | 532  | 455  | 516  | 773  |      |      |
| Pequeña (hasta 2 400 000 euros)  |      | 70   | 374  | 186  | 286  | 409  | 323  | 302  | 228  |      |      |

Sigue ahora un gráfico con los porcentajes de venta en sus diferentes canales de comercialización, basada en las mismas fuentes:
|                                                  | 1999 | 2000 | 2001 | 2002 | 2003 | 2004 | 2005 | 2006 | 2007 | 2008 | 2009 |
| ------------------------------------------------ | ---- | ---- | ---- | ---- | ---- | ---- | ---- | ---- | ---- | ---- | ---- |
| Cadenas de librerías                             | 3,4  | 3,8  | 7,4  | 9,6  | 5,9  | 5,2  | 7,3  | 10,2 | 10,4 |      |      |
| Correo + Club del Libro + Internet + Suscripción | 22,1 | 22,1 | 9,7  | 10,0 | 15,4 | 22,1 | 17,3 | 13,2 | 5,3  |      |      |
| Crédito + Venta telefónica                       | 22,3 | 19,9 | 19,1 | 17,1 | 18,3 | 14,3 | 12,5 | 7,6  | 2,7  |      |      |
| Hipermercados                                    | 3,4  | 3,1  | 7,4  | 14,9 | 4,9  | 4,6  | 8,5  | 4,7  | 5,0  |      |      |
| Librerías                                        | 4,7  | 4,0  | 10,0 | 23,7 | 8,9  | 7,6  | 9,1  | 21,1 | 21,2 |      |      |
| Quioscos                                         | 38,2 | 36,7 | 43,2 | 24,0 | 37,4 | 35,4 | 41,8 | 43,2 | 54,5 |      |      |
| Resto canales                                    | 5,9  | 10,5 | 3,2  | 0,7  | 9,0  | 10,7 | 0,7  | 0,1  | 0,8  |      |      |

Hay que sumar, a este respecto, el número de ejemplares prestados en las bibliotecas. En una red de bibliotecas como la de Barcelona se pasó de 264 305 e 2004 a 288 679 en 2005, "lo que supone un incremento del 8,4 por ciento".
Sigue ahora un gráfico con el número de títulos producidos por Comunidad Autónoma: 
|            | 1999 | 2000 | 2001 | 2002 | 2003 | 2004 | 2005  | 2006  | 2007  | 2008 | 2009 |
| ---------- | ---- | ---- | ---- | ---- | ---- | ---- | ----- | ----- | ----- | ---- | ---- |
| Andalucía  |      |      |      |      |      |      | 1     | 1     | 11    |      |      |
| Cataluña   |      | 416  | 535  | 261  | 462  | 962  | 1.035 | 1.142 | 1.359 |      |      |
| Galicia    |      | 2    |      |      |      |      | 4     |       | 7     |      |      |
| Madrid     |      | 15   | 26   | 47   | 88   | 89   | 81    | 23    | 146   |      |      |
| País Vasco |      |      |      |      |      |      |       |       | 12    |      |      |
| Valencia   |      | 24   | 20   | 26   | 25   | 19   | 17    | 54    | 47    |      |      |

Según su procedencia y atendiendo a los datos de Breixo Harguindey para AACE, el material editado se distribuye de acuerdo a los siguientes porcentajes:
|                 | 1999 | 2000 | 2001 | 2002 | 2003 | 2004 | 2005 | 2006 | 2007 | 2008 | 2009 |
| --------------- | ---- | ---- | ---- | ---- | ---- | ---- | ---- | ---- | ---- | ---- | ---- |
| Española        |      |      |      |      |      | 9,7  |      |      | 12   |      |      |
| Resto de Europa |      |      |      |      |      |      |      |      | 15   |      |      |
| Estadounidense  |      | 59   | 53   | 45   | 46   | 39   | 47   |      |      |      |      |
| Japonesa        |      |      |      |      |      |      | 31,8 |      |      |      |      |

Según los datos del Anuario de Glénat, en 1993 se publicaron 116 títulos (libros o álbumes) de autores españoles.
El soporte más habitual es el libro en papel (95,0 % en 2007).

## Sociología
Los primeros tebeos de principios del siglo pasado, igual que los periódicos para la infancia decimonónicos, difundían una ideología burguesa y tenían una intención moralizante, dirigiéndose a los hijos de las clases altas, aunque ya no exclusivamente de dirigentes, sino también de la alta burocracia y grandes negocios. Pocas familias en los años 20 se gastarían los 10 céntimos que costaba Dominguín, TBO o Pulgarcito.
Es en la década siguiente cuando el tebeo inició su popularización en España, al compás de la disminución del analfabetismo y la mortalidad infantil, mientras aumentaba la concentración urbana.
La Guerra Civil contribuyó a difuminar las barreras entre el mundo infantil y el adulto, preparando el camino para las publicaciones que en la posguerra se dirigirán a todos los públicos. En este último período, cumplió una función catártica, además de lúdica, al permitir la evasión de la dura realidad.

## Política institucional y mecenazgo
Durante los primeros años del franquismo, fray Justo Pérez de Urbel resolvía las solicitudes de autorización de nuevos tebeos que llegaban a la Vicesecretaría de Educación Popular de FET y de las JONS, clasificándose la mayoría como publicaciones unitarias, lo que perjudicaba su periodicidad. Solo una docena consiguieron tal permiso: Flechas y Pelayos, Maravillas, Biblioteca Maravillas, Chicos, Mis Chicas, Chiquitito, Clarín, Leyendas Infantiles, El Gran Chicos, ¡Zas!, Junior Films y Bazar.
A partir de 1946, con la conversión de la Vicesecretaría en Subsecretaría de Educación Nacional, aumentaron las facilidades para la edición.
Sus ejemplares, junto a periódicos y revistas, se guardaban en la Biblioteca Nacional de España y el resto de hemerotecas, pero era frecuente que los archiveros sustrajesen el material para sus propios fines, por lo que la mayoría se ha perdido. En 1976, el Ministerio de Información y Turismo lanzó la campaña "Donde hay un tebeo habrá un libro", la cual fue criticada por alguna asociación de profesionales debido a que denigraba al medio, ignorando su verdadera naturaleza.
Con el triunfo del PSOE en las elecciones de 1982, Jesús Cuadrado se preguntaba si "el cambio" afectaría también al sector, resolviéndose por fin sus cuestiones pendientes: Abandono de colecciones, manipulación del original y rotulación mecánica por parte de las editoriales; incumplimiento de los derechos de autor y piratería; ausencia en las aulas, y carencia de tebeo tecas.
Pronto fue evidente, sin embargo, que

Los directores de los centros públicos de documentación [...] desprecian la cultura popular, y los fondos que pudieron tener, hoy sólo son fichas -cuando lo son- en su inmensa mayoría. En la dictadura se saqueó, en la transición no dio tiempo, en la democracia no se repone.

 Se recuerda, a este respecto, que Carmen Alborch, ministra de cultura entre 1993-1996, llegó a afirmar del cómic «que no sabe si es arte, y, si lo es, es menor». Miles de originales de Editorial Bruguera, Editorial Valenciana y el TBO siguen sin devolverse a los autores o a sus herederos.
Esta inoperancia de las autoridades provocaría pronto una desilusión en el sector, que convertiría en una constante su reclamación de un Centro de Documentación de la Historieta y la Cultura Popular que evitase la «irreparable pérdida de nuestra memoria gráfica».
Por el contrario, sí ha aumentado la presencia del cómic en las escuelas y bibliotecas públicas, y las diferentes Administraciones han financiado algunos tebeos: El Ministerio de Obras Públicas y Urbanismo ("El Pato Verde"); Editoras regionales, como la de Extremadura; diputaciones, como la de Ciudad Real ("Línea y Mancha"); Ayuntamientos de La Línea de la Concepción ("Tuboescape"), de Madrid (Madriz), de Langreo (Caja de Dibujo), de Granada (La Granada de Papel). Otros gozaban de patrocinio privado, como la sevillana "Rumbo Sur" (1984), respaldada por El Monte de Piedad. En 1984, por ejemplo, se produjeron 6 de estos tebeos subvencionados, número, por otra parte, muy inferior al de películas que gozaron de la misma.
La mayoría de los festivales y salones cuentan con subvenciones públicas (véase más abajo). También ha habido algunas exposiciones financiadas con dinero público, como "Una historia democrática", "València Còmic" o "El rastro del cómic" (Biblioteca Nacional, 2012) y una serie filatélica dedicada al cómic autóctono emitida por Correos y Telégrafos entre los años 1997 y 2001.
Mención aparte merecen tres exposiciones de dibujantes noveles financiadas con dinero público a través del programa de Radio 3 "Rock, cómics y otros rollos" en las que se participaron más de 70 autores y en las que se dieron a conocer algunos de lo que hoy son grandes nombres de las artes plásticas: Ana Juan, Ana Miralles, Carlos Pacheco, Joan Mundet, Carlos Puerta,  Joaquín López Cruces, Manuel Almela, José Antonio Calvo Téllez, José Luis Prats (Ozeluí), Roberto Carrillo, Goval,  José Manuel Nuevo, Roser Odúber, Carlos Ortin ....
Se ha premiado a Karpa (medalla de oro de la Generalidad Valenciana), y a Miguel Quesada, Francisco Ibáñez y Purita Campos (medallas de oro al Mérito de las Bellas Artes en 2000, 2001 y 2010, respectivamente). Excepcionalmente, se ha llegado a dedicar alguna estatua al cómic autóctono, como la del El Capitán Trueno que el pueblo de Albuixech erigió en honor de Ambrós, paisano suyo y dibujante más célebre del personaje. Finalmente, el Ministerio de Cultura estableció el Premio Nacional del Cómic en 2007.

## Política asociativa
Durante el franquismo, los profesionales carecían de «las mínimas condiciones de contratos, seguridad social, seguro de desempleo» y «la propiedad intelectual de sus obras no es reconocida con la eficacia que lo son otras obras de otros sectores». Tuvo lugar, sin embargo, la Primera Reunión Nacional de Dibujantes de la Historieta en el marco del Festival de Cine de Sitges de 1969 y hubo reuniones de dibujantes en las ciudades de Barcelona y Madrid en los años inmediatamente posteriores.
En 1977, más de cien profesionales de la historieta y el humor gráfico se integraron en la Asociación de Artistas Plásticos, buscando un mayor reconocimiento de sus derechos. Un año después, se creaba una sección de Dibujantes de Historietas en el Sindicato de Información y Artes Gráficas de la CNT.
En 1986 surge la Asociación de Profesionales del Cómic. El 17 de noviembre de 1987 se publica la Ley 22/1987, de 11 de noviembre, de Propiedad intelectual, que confirma que la propiedad de las obras corresponde a los autores.
En 2002 se creó la Asociación de Autores de Cómic de España, con la intención de proteger los derechos de los autores, dibujantes y guionistas de historieta españoles. En 2010 entablaron, en el Festival Internacional de la Historieta de Angulema, Francia, un primer contacto con el Syndicat National des Auteurs et des Compositeurs, para mejorar las condiciones laborales entre España y Francia.

## Festivales y otros eventos
Actualmente, proliferan festivales de cómic en cada comunidad autónoma. El más antiguo de ellos es el Salón de Asturias, cuya primera edición se celebró en 1972.
En 1981, se creó el Salón Internacional del Cómic de Barcelona, pronto convertido en el más importante del país
No fue hasta los 90 que se crearon el Salón Internacional del Cómic de Granada (1994), las Jornadas Internacionales del Cómic Villa de Avilés (1996) y Expocómic y Viñetas desde el Atlántico, ambos en 1998. Para entonces, se había producido un auténtico bum de salones del manga, empezando por el Salón del Manga de Barcelona (1995), también organizado por Ficomic.
Nuevos salones se inauguraron en 2002: Salón del Cómic y del Manga de Getxo y Salón del Cómic de Zaragoza.

## Presencia en otros medios de comunicación
La historieta española ha contado con espacios dedicados en diversos medios de comunicación, especialmente en la radio durante las décadas de 1970 y 1980. Uno de los primeros programas especializados fue realizado por Pedro Tabernero para la delegación en Sevilla de la Cadena Ser en 1971. En los ochenta, la oferta se multiplica, no solo en la privada ("Los Artistas de la Viñeta", 1986), también en la radio pública: "De Comix" (1981, Elías García y Moncho Cordero, Radio Juventud), "Nocturno" (1981), Rock, cómic y otros rollos (1982 a 1984) de Elías García y José Antonio Maíllo, "Historietas y Tebeos" (1985) de Moncho Cordero, "Tebeos, Historietas, Cómics" (1985) de Antonio Lara y "Viñeta firofa" (1986).
En televisión, la representación del cómic ha sido más limitada, reduciéndose a segmentos breves en espacios generalistas como Pista libre (1982-85) También existieron iniciativas que no llegaron a concretarse, como el proyecto La historieta, desarrollado por Luis Conde Martín y Jorge Riobóo.

## Adaptaciones a otros medios
Una de las primeras adaptaciones animadas basada en historietas españolas fue Mortadelo y Filemón de los que realizaron una serie de cortometrajes entre 1965 y 1971. Estos personajes también conocieron en 1994 una serie de televisión, al igual que Zipi y Zape en 2003.
Las series de imagen real han corrido una suerte dispar, desde el éxito de Historias de la puta mili (1994) y sobre todo Makinavaja (1995) al fracaso de El botones Sacarino (2002). Proyectos como Historias de taberna galáctica o Torpedo 1936 no llegarían siquiera a buen puerto.
Aparte de las adaptaciones fílmicas de las historietas de Ivà como Historias de la puta mili hay que destacar La gran aventura de Mortadelo y Filemón dirigida por Javier Fesser, que se convertiría en la película española más vista de 2003 (4 852 056 espectadores), gozando de una secuela cinco años después, María y yo, basada en el relato homónimo de Miguel Gallardo o la película de la versión fílmica de El Capitán Trueno, acariciada desde hace tiempo.
También se han realizado largometrajes animados como los dos festivales de Mortadelo y Filemón, El armario del tiempo, Las monstruosas aventuras de Zipi y Zape (comercializado en DVD) y Arrugas.